# Ложкина (Свердловская область)
Ложкина — деревня в Алапаевском районе Свердловской области России, подчинённая Кишкинской сельской администрации Махнёвского муниципального образования.

## Географические положения
Деревня Ложкина расположена в 70 километрах (в 104 километрах по автодороге) к северу от города Алапаевска, на правом берегу реки Тагил, в 1 километре выше устья реки Калганчихи.

## Население
| 2002 | 2010 |
| ---- | ---- |
| 56   | ↘40  |